# Мария Анна Австрийская (1718—1744)
Мария Анна Элеонора Вильгельмина Йозефа Австрийская (нем. Maria Anna Eleonore Wilhelmine Josepha von Österreich, 18 сентября 1718 или 14 сентября 1718[…], Вена — 16 декабря 1744, Брюссель) — эрцгерцогиня Австрийская, принцесса Лотарингская, штатгальтер Нидерландский.

## Биография
Мария Анна родилась в 1718 году в венском дворце Хофбург. Она и её старшая сестра Мария Терезия были единственными выжившими детьми императора Карла VI и его жены Елизаветы Кристины.
В 1725 году переговоры между Габсбургами и испанской ветвью дома Бурбонов сделали Марию Анну возможной невестой инфанта Филиппа, которому тогда было всего 5 лет; этот брак должен был укрепить связи между Австрией и Испанией. 30 апреля 1725 года был подписан договор, в соответствии с которым Габсбурги отказывались от претензий на испанский трон, а испанские Бурбоны обязались соблюдать Прагматическую санкцию, гарантировавшую права на австрийский трон Марии Терезии. Однако англо-испанская война разрушила амбициозные планы Изабеллы Фарнезе, и проект брака между Марией Анной и Филиппом был отменён.
Сама же Мария Анна влюбилась в Карла Александра Лотарингского, который был младшим братом мужа Марии Терезии, однако для их брака было много препятствий, так как её отец хотел подобрать для неё более политически выгодную партию. Лишь после смерти императора Карла её мать дала разрешение на брак, который был заключён в Вене 7 января 1744 года в Соборе Святого Августина.
Через несколько недель после свадьбы молодожёны были назначены штатгальтерами Австрийских Нидерландов. 3 февраля они покинули Вену, и 24 марта прибыли в к месту службы, встреченные пышной церемонией. Два месяца спустя Карл Александр отправился воевать с Пруссией, а беременная Мария Анна осталась в Брюсселе, управляя территорией вместе с князем Кауницем.
В октябре 1744 года Мария Анна в брюссельском дворце Карла Лотарингского родила мёртвого ребёнка. Эти роды подорвали её здоровье, и 16 декабря 1744 года она скончалась. Мария Анна похоронена в Императорском склепе в Вене.